# Merenptah
Merenptah – faraon, władca starożytnego Egiptu z XIX dynastii. Panował w latach 1213–1203 p.n.e.; trzynasty syn Ramzesa II i królowej Isetnofret. 
Za życia Ramzesa II, a po śmierci starszego brata Chaemuaseta, był zarządcą Delty. Praktycznie rządził Egiptem przez ostatnie dwanaście lat panowania Ramzesa II. Tron egipski objął jako sześćdziesięcioletni mężczyzna. Merenptah przeniósł stolicę swego państwa z Pi-Ramzes do Memfis, gdzie w pobliżu świątyni Ptaha zbudował pałac królewski. Prawdopodobnie ożenił się ze swoją rodzoną siostrą – Isetnofret II, ze związku z którą urodziła się ich córka – Isetnofret III.

## Wojny
Najważniejszym zadaniem w początkach jego panowania było zreorganizowanie armii. W drugim roku wyprawił się z armią do Kanaanu, gdzie po raz pierwszy Egipcjanie zetknęli się z ludem Izraela (o czym zaświadcza inskrypcja na tak zwanej Steli Merenptaha). Był to raczej pokaz siły niż prawdziwa wyprawa wojenna. Odniesiono kilka szybkich zwycięstw, zdobyto Gezer i Aszkelon. O zwycięstwie w Kanaanie przypomina stela ze świątyni Amenhotepa III w Tebach.
Jak ważnym i naglącym przedsięwzięciem była rozbudowa armii, miało się okazać w piątym roku panowania, kiedy to nastąpił najazd na tereny Delty, koalicji plemion libijskich i indoeuropejskich, zwanych Ludami Morza. Do decydującej bitwy doszło w 1208 r. p.n.e., prawdopodobnie na terenach położonych na północny zachód od Memfis. Bitwa zakończyła się całkowitym zwycięstwem Egipcjan, którzy zmusili wrogów do ucieczki z pola bitwy. Rozproszone resztki wrogiej armii dopadła i wycięła w pień egipska jazda. Libijczycy pozostawili na polu około 6000 zabitych. Przebieg bitwy znany jest dzięki inskrypcjom w Karnaku. 
Wkrótce po zwycięstwie na północy, Merenptah, kolejną wyprawę wojenną poprowadził przeciwko zbuntowanej Nubii. Zreorganizowane i zaprawione w boju wojska szybko i z bezwzględnością stłumiły wszelkie ogniska buntu. Do szóstego roku panowania Merenptah zdecydowanie, wręcz z bezwzględnością, utwierdził egipskie panowanie na obszarze całego Imperium. Ukarał zbuntowaną Nubię, odparł Libijczyków i Ludy Morza, utrwalił zależność Kanaanu i utrzymywał pokój, zawarty z Hetytami.

## Budowle
Ponieważ zdawał sobie sprawę, że jego panowanie nie będzie trwało równie długo jak jego ojca, jego działalność budowlana odznaczała się wyjątkowym pośpiechem. Wielki grobowiec zaprojektowano i wykuto w tempie wprost błyskawicznym. Podobnie wykonano jego dekoracje. Inspekcji budowy dokonał wezyr Panehsi w siódmym i ósmym roku. Przy budowie świątyni grobowej posuwano się nawet do uzurpacji materiału budowlanego, czerpiąc go z nieużywanych, bądź zawalonych części świątyni Amenhotepa III. W wielu miejscach król dopisywał swe imię na posągach lub budowlach swych poprzedników, pragnąc uchodzić za zasłużonego dla kraju i bogów.

## Stela
W 1896 r. William Flinders Petrie odnalazł w tebańskiej świątyni Merenptaha, trzymetrową stelę, wykonaną z czarnego granitu, na której znajduje się 28 linii hieroglificznego tekstu, zapisanego w formie poetyckiego hymnu. Stela datowana na piąty rok panowania, mówi o sytuacji wewnętrznej w Egipcie i wymienia tereny podległe lub znajdujące się pod kontrolą Egiptu. Znajdują się tam wzmianki o zwycięstwie nad Libijczykami oraz o sytuacji w Azji. Niezwykła waga tego tekstu polega na tym, że we fragmencie poświęconym Kanaan, po raz pierwszy i jedyny w języku egipskim użyta jest nazwa Izrael. Nazwa ta zapisana jest fonetycznie sześcioma znakami, zaś towarzyszące determinatywy oznaczają, iż nazwa Izrael odnosi się w tym przypadku do narodu, a nie do miasta czy rejonu geograficznego. Tekst Merenptaha zapisano na steli Amenhotepa III, pozostawiając jedynie awers w stanie nienaruszonym, na którym znajdują się teksty dotyczące Amenhotepa III.

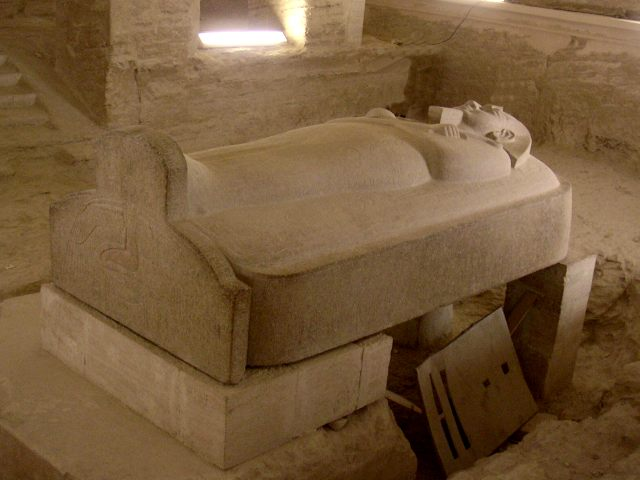
Sarkofag Merenptaha w jego grobowcu w Dolinie Królów

## Grobowiec
Merenptah pochowany został w Królewskiej Nekropolii, w Dolinie Królów, w grobowcu KV 8, który został zniszczony i doszczętnie obrabowany w czasach XXI dynastii. Mumia króla została ukryta przez kapłanów w czasach Pinodżema I, w sekretnej części grobowca (KV35) Amenhotepa II i tamże została odnaleziona w 1898 r. przez Victora Loreta. W komorze grobowej, w Dolinie Królów (KV 8), znajdował się owalny sarkofag z czerwonego granitu, na którym widniały wizerunki króla rzeźbione w głębokim reliefie.
W 1940 r., w Tanis, Pierre Montet odkrył w grobowcu Psusennesa I, sarkofag z różowego granitu, w którym zapewne pochowano jego „właściciela”. Jak się okazało, sarkofag ten pierwotnie należał do Merenptaha i pochodził zapewne z jego cenotafu, znajdującego się gdzieś w pobliżu Tanis. Sarkofag ten został uzurpowany przez Psusennesa I. Kartusze prawowitego właściciela usunięto niedbale, pozostawiając w kilku miejscach fragmenty imienia Merenptaha, co pozwoliło ustalić do kogo pierwotnie należał. Wizerunek z pokrywy sarkofagu jest jednym z najlepiej zachowanych przedstawień króla. Mumię władcy przewieziono do Muzeum Egipskiego w Kairze w 1900 r. Została odwinięta z bandaży w lipcu 1907 r. Ciało króla zachowało się w złym stanie, głównie w wyniku zniszczeń, dokonanych przez starożytnych rabusiów, poszukujących złotych ozdób: amuletów i bransolet.

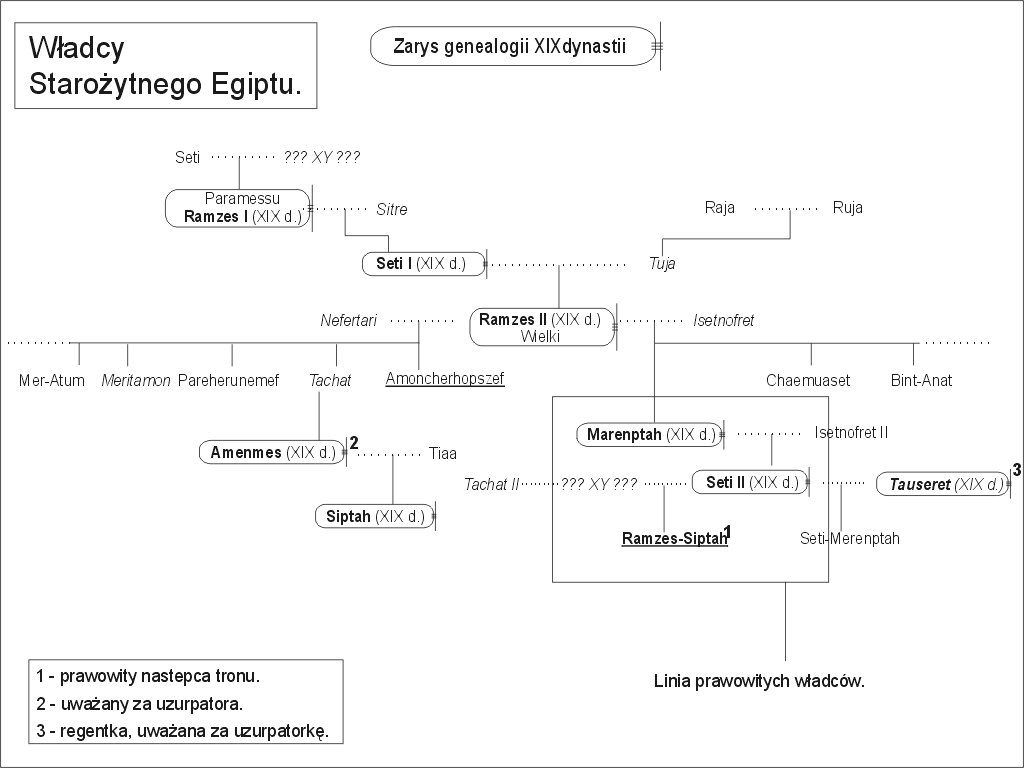
Zarys genealogii XIX dynastii.

## Tytulatura
| M23 · X1 | L2 · X1 |

| M23 · X1 | L2 · X1 |

| ra | E1 · n | N36 · R8A |

| ra | E1 · n | N36 · R8A |

| ra | E1 · n | N36 · R8A |

| ra | E1 · n | N36 · R8A |

| M23 · X1 | L2 · X1 |

| M23 · X1 | L2 · X1 |

| ra | E1 · n | N36 · R8A |

| ra | E1 · n | N36 · R8A |

| ra | E1 · n | N36 · R8A |

| ra | E1 · n | N36 · R8A |

| G39 | N5 |

| G39 | N5 |

| U6 | p · t | H | C10 | n · Htp · D2 · Z1 |

| U6 | p · t | H | C10 | n · Htp · D2 · Z1 |

| U6 | p · t | H | C10 | n · Htp · D2 · Z1 |

| U6 | p · t | H | C10 | n · Htp · D2 · Z1 |

| G39 | N5 |

| G39 | N5 |

| U6 | p · t | H | C10 | n · Htp · D2 · Z1 |

| U6 | p · t | H | C10 | n · Htp · D2 · Z1 |

| U6 | p · t | H | C10 | n · Htp · D2 · Z1 |

| U6 | p · t | H | C10 | n · Htp · D2 · Z1 |